# Speccy
Speccy je besplatan uslužni softver razvijen od strane Piriform. On radi na Microsoft Windowsu 8, Windows-u 7, Visti i XP operativnim sistemima, kako na 32-bitnim tako i na 64-bitnim. Postoji i portabilna verzija.

## Opis
je alat koji omogućava korisniku da vidi informacije o hardveru i softveru na kompjuteru. Speccy prikazuje detaljne informacije za:
- Operativni sistem
- Procesor
- RAM memorija
- Matična ploča
- Grafička karta
- Hard disk
- Optički uređaj
- Zvučna kartica
- Periferije
- Mreža

Ovaj program je koristan za pregled hardvera koji se koristi i koliko je iskorišćen.